# The Love Letter
The Love Letter er en amerikansk stumfilm fra 1923 af King Baggot.

## Medvirkende
- Gladys Walton som Mary Ann McKee
- Fontaine La Rue som Kate Smith
- George Cooper som Red Mike Johnson
- Edward Hearn som Bill Carter
- Walt Whitman som Reverend Halloway
- Alberta Lee som Mrs. Halloway
- Lucy Donahue som Mrs. Carter